# Kouklich

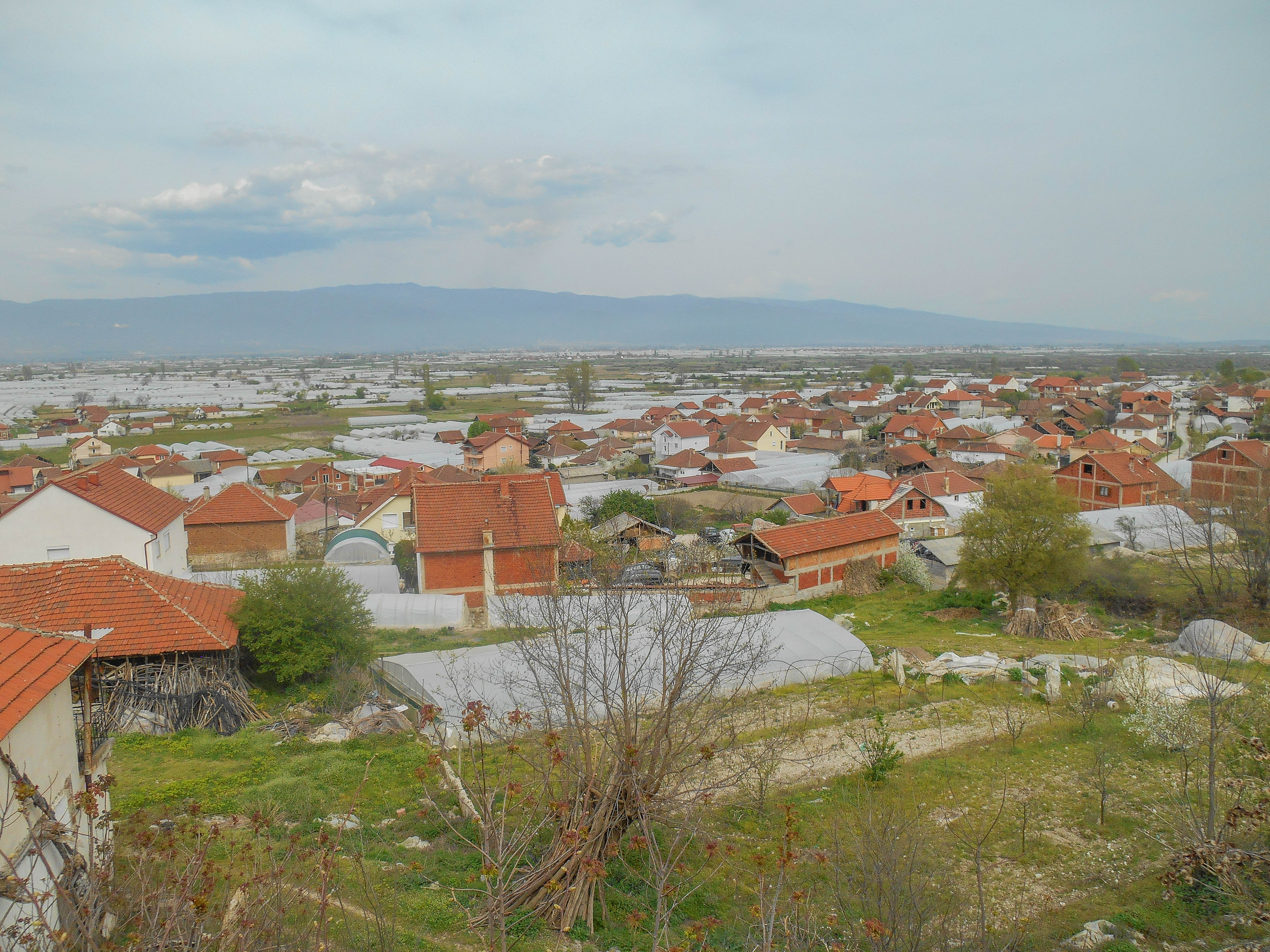

Kouklich (en macédonien Куклиш) est un village du sud-est de la Macédoine du Nord, situé dans la municipalité de Stroumitsa. Le village comptait 2532 habitants en 2002.

## Démographie
Lors du recensement de 2002, le village comptait :
- Macédoniens : 2 529
- Serbes : 2
- Autres : 1